# 1884 na ciência

## Eventos
- Hermann Emil Fischer propõe a estrutura da purina, uma estrutura chave em muitas biomoléculas. Também começa a trabalhar na química da glucose e relacionada ao açúcar.[1]
- Henry Louis Le Chatelier desenvolve o Princípio de Le Châtelier, que explica a resposta do equilíbrio químico em função de agentes externos.[2]

## Nascimentos
| Data            | Nome                   | Profissão               | Nacionalidade                         | Observações                                       | Ref         |
| --------------- | ---------------------- | ----------------------- | ------------------------------------- | ------------------------------------------------- | ----------- |
| 27 de fevereiro | Leonard Johnston Wills | geólogo e paleogeógrafo | Reino Unido da Grã-Bretanha e Irlanda | m. 1979 Medalha Lyell 1936 Medalha Wollaston 1954 | [ 3 ] [ 4 ] |
| 30 de agosto    | Theodor Svedberg       | químico                 | Suécia                                | m. 1971 na ciência Nobel da Química 1926          | [ 5 ]       |

## Mortes
| Data           | Nome                                | Profissão              | Nacionalidade                         | Observações                    | Ref   |
| -------------- | ----------------------------------- | ---------------------- | ------------------------------------- | ------------------------------ | ----- |
| 17 de novembro | Thomas Wright                       | geólogo e paleontólogo | Reino Unido da Grã-Bretanha e Irlanda | n. 1809 Medalha Wollaston 1878 | [ 4 ] |
| 25 de novembro | Robert Alfred Cloynes Godwin-Austen | geólogo                | Reino Unido da Grã-Bretanha e Irlanda | n. 1808 Medalha Wollaston 1862 | [ 4 ] |

## Prémios
Medalha Copley
- Carl Ludwig[6]